# Комори (Західнопоморське воєводство)
Комори (пол. Komory) — село в Польщі, у гміні Бендзіно Кошалінського повіту Західнопоморського воєводства.
Населення — 49 осіб (2011).

## Демографія
Демографічна структура станом на 31 березня 2011 року:
|          | Загалом | Допрацездатний вік | Працездатний вік | Постпрацездатний вік |
| -------- | ------- | ------------------ | ---------------- | -------------------- |
| Чоловіки | 24      | 2                  | 19               | 3                    |
| Жінки    | 25      | 6                  | 16               | 3                    |
| Разом    | 49      | 8                  | 35               | 6                    |